# Phoneyusa gregori
Phoneyusa gregori är en spindelart som beskrevs av Pocock 1897. Phoneyusa gregori ingår i släktet Phoneyusa och familjen fågelspindlar.
Artens utbredningsområde är Kenya. Inga underarter finns listade i Catalogue of Life.